# Raoul Vaneigem

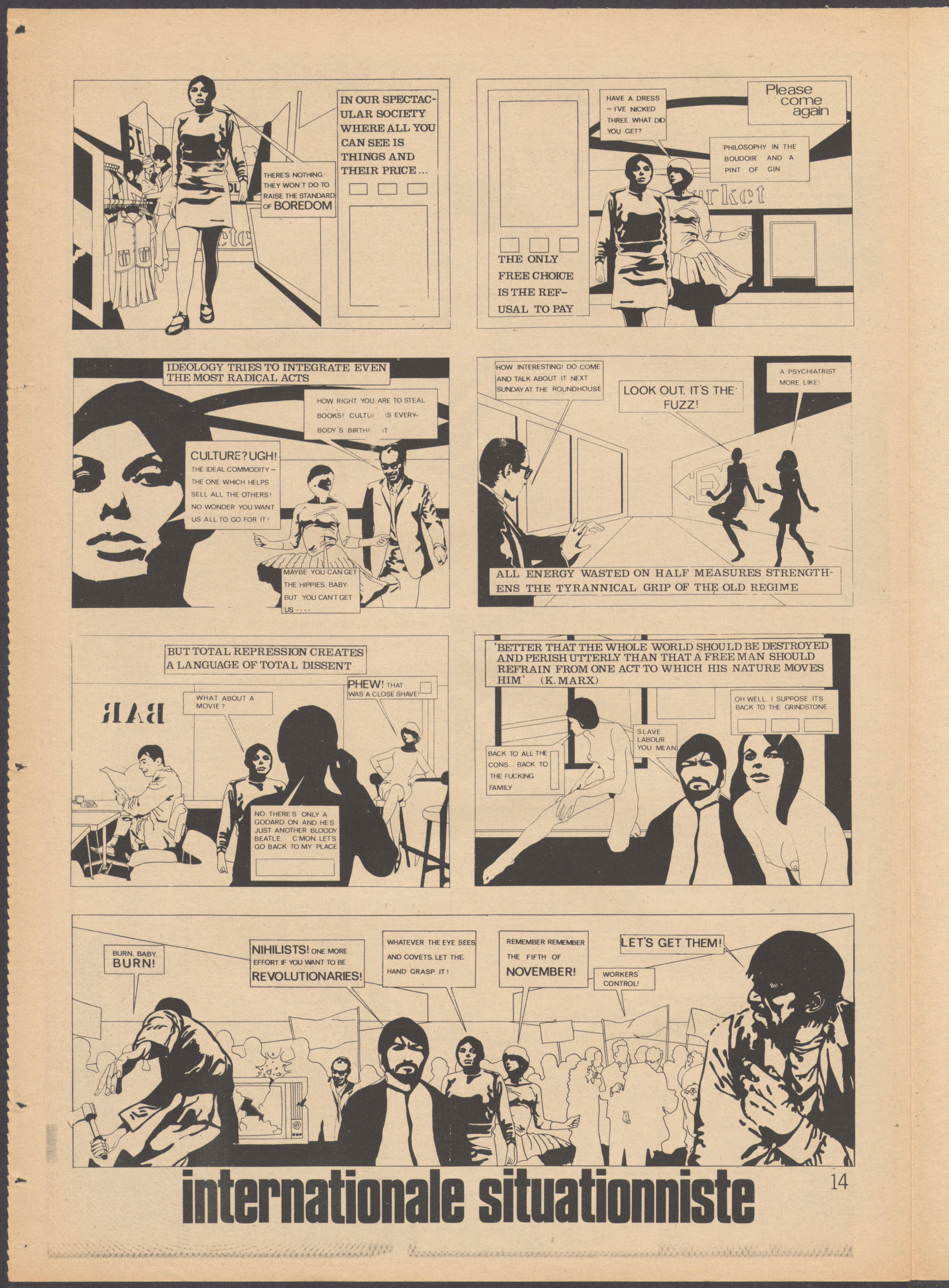
Cartoon publicat per Vaneigem el 28 de març de 1968 a la revista "Helix".

Raoul Vaneigem va néixer a Lessines (Hainaut, Bèlgica) el 21 de març de 1934. És escriptor, filòsof revolucionari i medievalista.
Va estudiar filologia romànica a la ULB (Université Libre de Bruxeles) des de 1952 a 1956.
Catedràtic de lletres, ensenya a l'Écol Normale de Nivelles i va escriure, als 22 anys, una memòria sobre Isidore Ducasse, comte de Lautréamont. Mitjançant Attila Kotanyi, va ser posat en contacte amb Guy Debord, i ha participat activament en la Internacional Situacionista de 1961 a 1970, convidant la joventut de l'època a «gaudir sense traves». Contribueix de manera important a la revista que aquest grup ha publicat.
Una de les seves obres més cèlebres Tractat del saber viure per ús de les joves generacions, apareguda el 1967, s'inscriu en el projecte dels  situacionistes de fer caure l'ordre social dominant. Hi expressa una crítica radical del món modern denunciant-hi les seves il·lusions, la supervivència que aquestes il·lusions produeixen, i la falsa discussió que se'n desprèn, i convida a una «inversió de perspectiva», passar de la restricció a la creació. Poc després, a El llibre dels plaers, aparegut el 1979, convida els éssers vius a un «gaudi sense traves», i acabar d'una vegada per totes amb una societat mercantilista que «no ha aportat res d'humà si no és el motllo paròdic que ha servit per propagar-la arreu».
Medievalista reconegut, la seva crítica del món es traslladarà a les heretgies (Les Hérésies, PUF, collection « Que sais-je ? », 1994) i la resistència al cristianisme, en les quals veu els signes d'una civilització a venir, no fundada tampoc en l'alienació del treball, el poder i el profit, sinó en la creativitat, el gaudi i la gratuïtat»; crític que es troba fins a la seva col·laboració amb l'Encyclopædia Universalis. Autor menys inspirat d'un mode d'ús de la revolució, publicà sota el pseudònim de Ratgeb, De la vaga salvatge a l'autogestió generalitzada, el 1974. L'obra de Vaneigem es divideix en dues tendències, l'una, teòrica, que anuncia un Michel Onfray, i que troba la seva justificació en la idea que «la revolució no és més en el rebuig a la supervivència, però en un gaudi de si que tot conjura a prohibir (...)».
Aquest punt de vista, que recorda una mena d'epicureisme, ha estat a l'origen de la seva dimissió de l'IS, el novembre de 1970, empès pels altres membres d'aquesta organització, del qual Debord, que li retreia la seva retractació en ple període d'aldarulls i d'ocupacions de La Sorbona el 1968; i l'altre, apel·lant a una erudició d'investigador, intenta demostrar que l'esperit de la llibertat i del gaudi es troba des de l'Edat Mitjana, en els moviments del Libre-Esprit, que distingeix, al principi, de les heretgies, en les quals veia «filials de l'ortodòxia», (El moviment del Libre-Esprit, 1986), però tornant a aquesta distinció en escriure un llibre important sobre « les heretgies, dels orígens al segle xviii,» al títol evocador de La resistència al cristianisme, publicat el 1993.
La seva darrera contribució, el gener de 2005 és un important prefaci en la reedició del Moviment del libre-esprit, en la qual crida a «assolir la superació de la religió i de la seva serventa mestra».
«No volem un món on la garantia de no morir de fam s'intercanvia pel risc de morir d'avorriment.»